# Sean Patrick Thomas
Sean Patrick Thomas (né le 17 décembre 1970) est un acteur américain. Il est surtout connu pour son rôle dans le film Save the Last Dance.

## Biographie

### Jeunesse
Il grandit à Wilmington, dans le Delaware. Sa mère Cheryl est analyste financière et son père Carlton Thomas travaille dans la même entreprise en tant qu'ingénieur. Sean Patrick Thomas, qui a deux frères et sœurs plus jeunes, va à Sainte-Marie-Madeleine pour ensuite sortir diplômé de Brandywine High School, toujours en Delaware. Après le lycée, il s'inscrit à l'Université de Virginie dans le département de Droit. Mais il passe une audition avec succès pour un rôle dans le film A Raisin in the Sun et décide dès lors de changer de voie, pour s'inscrire à l'Université de New York.

### Carrière
Sean Patrick Thomas a fait ses débuts au milieu des années 1990, avec de nombreux petits rôles dans des films, tels que Conspiracy Theory (1997), Can't Hardly Wait (1998) et Cruel Intentions (1999). Son premier rôle principal aura été celui de Derek dans le premier volet de Save the Last Dance, aux côtés de Julia Stiles. Le film est sorti en janvier 2001 et a connu un énorme succès auprès des adolescents. Par la suite, S. P. Thomas a joué des seconds rôles dans Barbershop et Halloween : Résurrection, deux films sortis en 2002. Il faisait partie de la distribution de la série policière Washington Police, diffusée sur CBS de 2000 à 2004. Il joue notamment dans un film d'horreur en 2008, The Burrowers. Dans la série Reaper (Le diable et moi) il interprète le rôle de Alan Townsend, ainsi que celui de Karl Dupree dans Lie to Me, une série produite par la Fox.

### Vie privée
Sean Patrick Thomas s'est marié à l'actrice Aonika Laurent en Nouvelle-Orléans, le 22 avril 2006. En réalité leur mariage aurait dû avoir lieu le 5 novembre 2005, mais il a été reporté à cause de l'ouragan Katrina. Ils se sont rencontrés au cours d'une soirée organisée par Tim Story, le réalisateur de Barbershop. Le couple a deux enfants dont une fille, Lola Jolie, née le 16 mai 2008.

## Filmographie

### Cinéma
- 1996 : À l'épreuve du feu (Courage Under Fire) de Edward Zwick : Thompson
- 1997 : Trait pour trait (Picture Perfect) de Glenn Gordon Caron : Ad Agency Researcher
- 1997 : Complots (Conspiracy Theory) de Richard Donner : Surveillance Operator
- 1998 : Big Party (Can't Hardly Wait) de Harry Elfont & Deborah Kaplan : Jock #2
- 1999 : Sexe Intentions (Cruel Intentions) de Roger Kumble : Ronald Clifford
- 1999 : The Sterling Chase de Tanya Fenmore : Darren
- 2000 : Sexe Intentions 2 (Cruel Intentions 2) de Roger Kumble : Todd Michaels (scène coupée)
- 2001 : Dracula 2001 (Dracula 2000) de Patrick Lussier : Trick
- 2001 : Save the Last Dance de Thomas Carter : Derek Reynolds
- 2001 : Sex Academy (Not Another Teen Movie) de Joel Gallen : Un invité à la soirée
- 2002 : Halloween : Résurrection (Halloween: Resurrection) de Rick Rosenthal : Rudy Grimes
- 2002 : Barbershop de Tim Story : Jimmy James
- 2004 : Barbershop 2 de Kevin Rodney Sullivan : Jimmy James
- 2006 : The Fountain de Darren Aronofsky : Antonio
- 2007 : Honeydripper de John Sayles : Dex
- 2008 : Les Créatures de l'Ouest (The Burrowers) de J. T. Petty : Callaghan
- 2021 : Macbeth (The Tragedy of Macbeth) de Joel Coen
- 2022 : Emmett Till de Chinonye Chukwu

### Télévision

#### Séries télévisées
- 1995 : On ne vit qu'une fois (épisode 6955) : Tico
- 1996 : New York Undercover (saison 2, épisode 22) : Russell
- 2000-2004 : Washington Police : Détective Temple Page
- 2002 : The Agency (saison 1, épisode 21) : Détective Temple Page
- 2009 : Le Diable et moi (saison 2, épisodes 1, 2, 7 & 8) : Alan Townsend
- 2009 : Lie to Me (saison 1, épisode 4, 11 & 13) : Karl Dupree
- 2010 : American Wives (saison 4, épisode 12) : Staff Sgt. Tyrell Sallers
- 2011 : Reed Between the Lines (saison 1, épisodes 15 & 16) : Kenneth
- 2012 : Ringer (6 épisodes) : Solomon Vessida
- 2012 : American Horror Story (saison 2, épisode 7) : Terry
- 2013 : Meurtre au 14e étage (Murder on the 13th Floor) de Hanelle M. Culpepper : Jordan Braxton
- 2015 : Bones (saison 11, épisode 5) : Dr John Cruz
- 2015 - 2016 : Vixen : Professeur Macalester (Voix)
- 2016 : NCIS : Nouvelle-Orléans (saison 2, épisode 15) : Lieutenant Commandant de la Navy Mark Jacoby
- 2017 : Esprits criminels (saison 13, épisode 4) : Agent Terry Richardson
- 2017 : Kevin (Probably) Saves the World (saison 1, épisode 5) : Rick Thomas
- 2018 : Madam Secretary (saison 5, épisode 8) : Claude Galbert
- 2019 : NCIS : Enquêtes spéciales (saison 16, épisode 15) : Ian Rackham
- 2019 : The Good Fight (saison 3, épisodes 2 & 3) : Geoffrey Payton
- 2019 : Middle School Moguls (saison 1, épisode 3) : M. Pierre
- 2023 : Gen V : Polarity
- 2024 : Evil  (saison 4, épisode 8) : Tyler
- 2024 : Sexe Intentions  : Professeur Hank Chadwick

#### Téléfilms
- 2008 : A Raisin in the Sun de Kenny Leon (en) : George Murchison
- 2012 : The Selection de Mark Piznarski : Sylvan Santos
- 2016 : Merry Ex-Mas de Kenny Young : Mitchell
- 2018 : Un réveillon sur mesure (Rent-an-Elf) de Nick Lyon : Liam
- 2019 : Bienvenue à l'hôtel de Noël (Christmas Hotel) de Marla Sokoloff : Connor

### Animation
- 2000 : Herschel Hopper: New York Rabbit (film) : Mo
- 2003 : Static Choc (série - épisodes 2x12 / 3x05) : Dante / Marcus Reed
- 2015-2016 : Vixen (web-série) : Professor Adam Macalester
- 2017 : Vixen: The Movie (film) : Professor Adam Macalester